# Changyi (sockenhuvudort i Kina, Jiangxi Sheng, lat 29,02, long 116,06)
Changyi är en sockenhuvudort i Kina. Den ligger i provinsen Jiangxi, i den sydöstra delen av landet, omkring 42 kilometer nordost om provinshuvudstaden Nanchang. Antalet invånare är 14 299. Befolkningen består av 6 980 kvinnor och 7 319 män. Barn under 15 år utgör 28,0 %, vuxna 15-64 år 62 %, och äldre över 65 år 9,0 %.
Runt Changyi är det tätbefolkat, med 476 invånare per kvadratkilometer. Närmaste större samhälle är Lianxuxiang, 7,3 km söder om Changyi. Trakten runt Changyi består till största delen av jordbruksmark.
Genomsnittlig årsnederbörd är 2 373 millimeter. Den regnigaste månaden är juni, med i genomsnitt 357 mm nederbörd, och den torraste är oktober, med 36 mm nederbörd.